# Châtillon-Coligny
Châtillon-Coligny ist eine französische Gemeinde mit 1.858 Einwohnern (Stand 1. Januar 2022) im Département Loiret in der Region Centre-Val de Loire. Sie gehört zum Arrondissement Montargis und zum Kanton Lorris.

## Geografie
Der Ort liegt am Fluss Loing und seinem Zufluss Milleron. Auch der parallel zum Loing führende Canal de Briare liegt teilweise im Gemeindegebiet.
Nachbargemeinden sind La Chapelle-sur-Aveyron im Norden, Saint-Maurice-sur-Aveyron im Nordosten, Aillant-sur-Milleron im Südosten, Dammarie-sur-Loing im Süden, Sainte-Geneviève-des-Bois im Westen und Montbouy im Nordwesten.

## Geschichte
Der heutige Name wurde 1896 angenommen. Der bisherige Name war mindestens seit der Mitte des 16. Jahrhunderts, das heißt, seit die Familie Coligny Herren des Ortes waren, Châtillon-sur-Loing. Am 18. August 1643 wurde die Herrschaft Châtillon-sur-Loing für Gaspard III. de Coligny zum Herzogtum und zur Pairie erhoben, dabei aber mit dem Titel Herzog von Coligny verbunden.
Von 1688 bis 1792 bestand am Ort das Benediktinerinnenkloster Châtillon-sur-Loing.

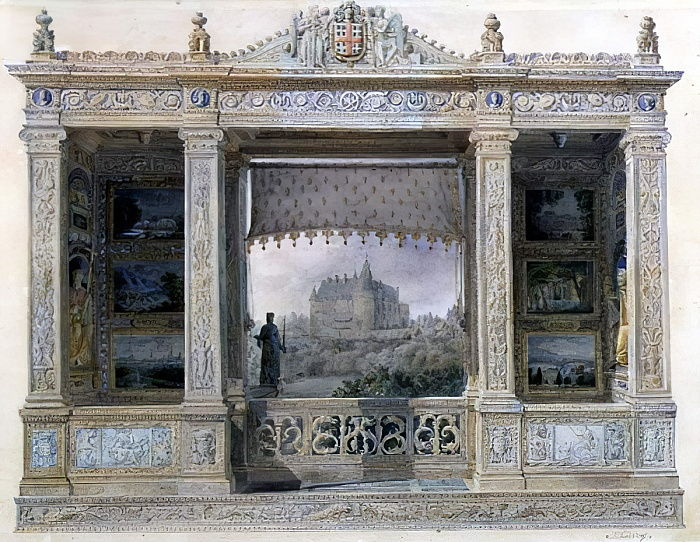
Abbildung des Schlosses Châtillon-Coligny
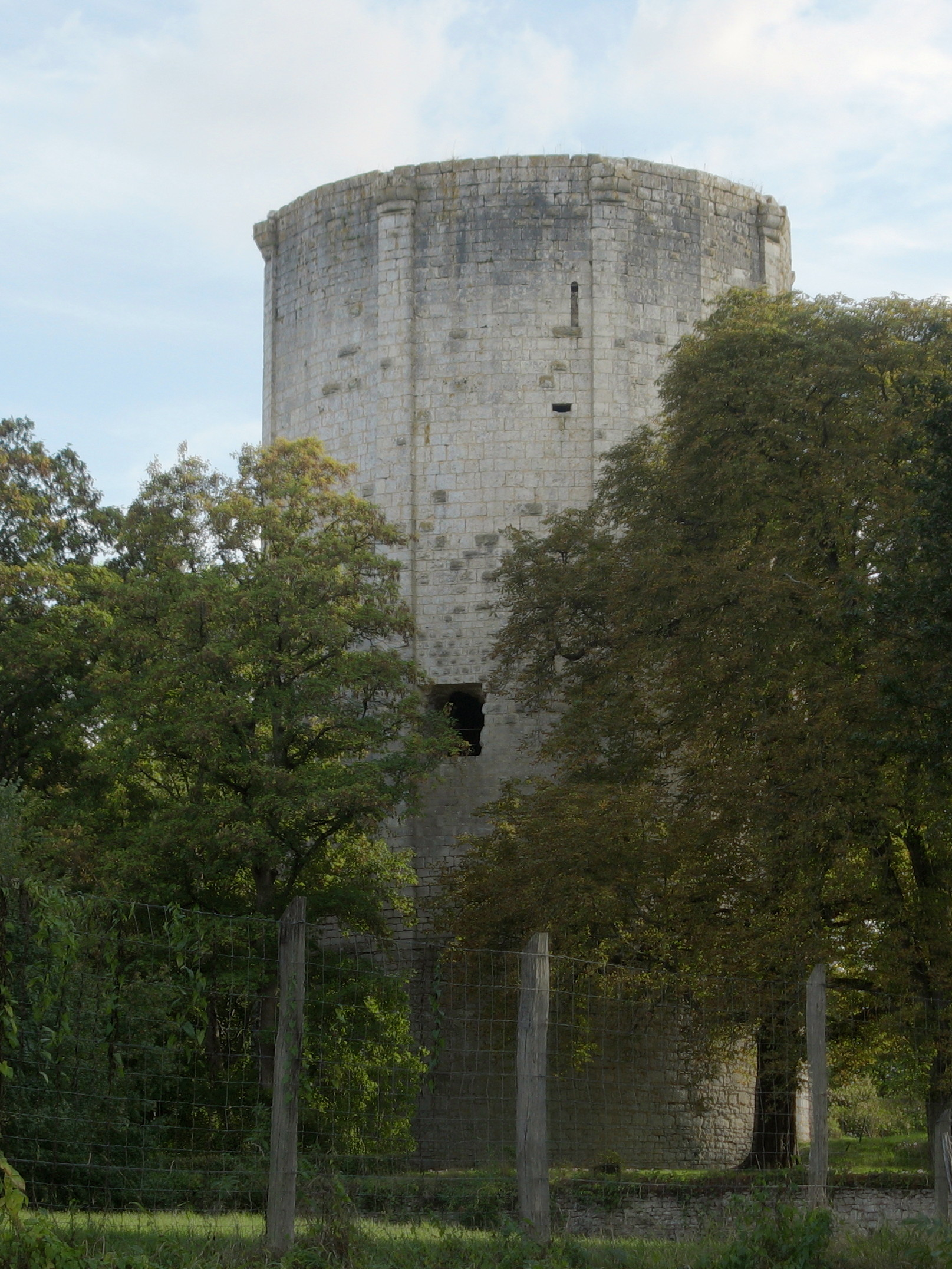
Donjon des Schlosses

## Bevölkerungsentwicklung
| Jahr                       | 1962 | 1968 | 1975 | 1982 | 1990 | 1999 | 2009 | 2018 |
| Einwohner                  | 1777 | 1815 | 1749 | 1767 | 1903 | 1946 | 1962 | 1881 |
| Quellen: Cassini und INSEE |      |      |      |      |      |      |      |      |

## Persönlichkeiten

### Söhne und Töchter
- Gaspard I. de Coligny, seigneur de Châtillon (1465/70–1522), Marschall von Frankreich
- Odet de Coligny (1517–1571), Hugenottenführer
- Gaspard II. de Coligny, seigneur de Châtillon (1519–1572), Admiral und Hugenottenführer, eines der ersten Opfer der Bartholomäusnacht
- Éléonore de Roye (1535–1564), Dame de Roye genannt, führende Hugenottin
- Louise de Coligny (1555–1620), Fürstin von Oranien-Nassau
- Gaspard IV. de Coligny (1620–1649), Graf und Herzog von Coligny und Herzog von Châtillon, Pair von Frankreich
- Antoine César Becquerel (1788–1878), Physiker
- Jacques Adnet (1900–1984), Innenarchitekt und Designer

### Mit Bezug zur Gemeinde
- Henri Becquerel (1852–1908), Entdecker der Radioaktivität und Enkel von Antoine C. B., wurde auf dem Cimetière ancien (deutsch Alter Friedhof) im Familiengrab der Becquerels bestattet.[1]
- Colette (1873–1954), Schriftstellerin, Varietékünstlerin und Journalistin, hat hier gelebt.